# Миронович, Игорь Цезаревич
И́горь Це́заревич Мироно́вич (11 января 1938, Иваново — 20 июля 2011, Винница) — преподаватель Санкт-Петербургской православной духовной академии и семинарии, где с 1967 по 2010 год преподавал Библейскую историю Ветхого и Нового Завета, автор учебных пособий по этому предмету.

## Биография
Родился 11 января 1938 года в Иваново, в семье рабочих.
По окончании школы в городе Кохма Ивановской области в 1952 году поступил в Ивановский индустриальный техникум. Не окончил его, проучившись только два года.
В 1954—1956 годах нёс пономарское послушание в одном из сельских приходов Ивановской области. В 1956 году поступил в Московскую духовную семинарию.
В 1958—1961 годах проходил срочную службу в рядах Советской Армии.
В 1962 году был зачислен на 4-й курс Ленинградской духовной семинарии, по окончании которой в 1963 году поступил на первый курс Ленинградской духовной академии.
В 1967 году окончил духовную академию первым с разрядном списке со средним балом 4,97, защитив кандидатскую диссертацию на тему «Книга Иова. Историко-критический анализ» и был оставлен профессорским стипендиатом с поручением преподавания.
В 2005 году Игорю Мироновичу было присвоено звание доцента.
Скончался 20 июля 2011 года в городе Виннице, где находился на лечении. Отпевание было совершено архиепископом Тульчинским и Брацлавским Ионафаном (Елецких) в храме прп. Марии Египетской города Винницы.

## Публикации
- Годичный акт в Ленинградской духовной академии // Журнал Московской Патриархии. М., 1967. — № 12. — С. 17
- Священная история Ветхого Завета. Для 1 класса семинарии. — Ротапр. изд. — — Ленинград : Ленинградская Духовная семинария, 1974. — 93 с.
  - Священная история Ветхого Завета : для 1-го класса семинарии. — Л. : [б. и.], 1991. — 92 с. — 100 экз.
- О богословских воззрениях митрополита Никодима // Богословские труды. М., 1979. — № 20. — С. 5-14.
  - О богословских воззрениях митрополита Никодима // Человек Церкви / Сб. 2-е изд. Московская епархия, 1999. — С. 149—160.
- Пособие по библейской истории. Ч. 2: Новый завет. — 1991. — 110 с.
- Лекции по Священной Библейской истории Ветхого и Нового Заветов, читанные слушателям Свято-Иоанновских богословских курсов. — СПб.: Воскресение, 2013. — 1376 с. — ISBN 5-88335-0747.
  - Лекции по Священной Библейской истории Ветхого и Нового Заветов. СПб: Воскресенiе 2019. — 1376 с.